# Thủy điện Đại Ninh

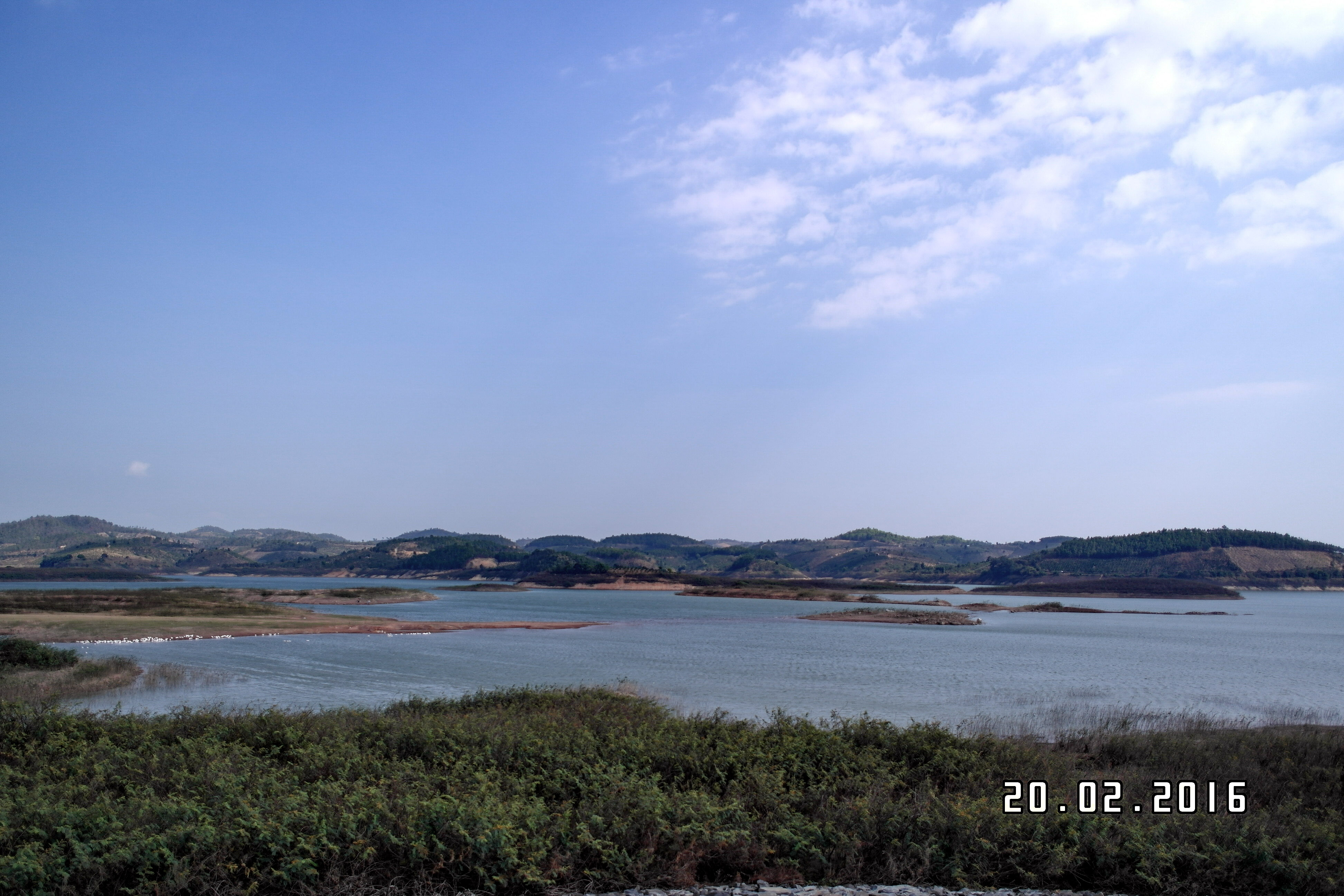
Hồ Đại Ninh

Thủy điện Đại Ninh là thủy điện có hồ nước trên sông Đa Nhim ở xã Ninh Gia, huyện Đức Trọng tỉnh Lâm Đồng, và nhà máy điện tại xã Phan Lâm, huyện Bắc Bình, tỉnh Bình Thuận, Việt Nam .
Thủy điện Đại Ninh có công suất lắp máy 300 MW với 2 tổ máy, khởi công tháng 5/2003, hoàn thành tháng 3/2008.
Thủy điện Đại Ninh chuyển nước từ sông Đa Nhim thuộc lưu vực sông Đồng Nai sang lưu vực sông Lũy, nên tạo được cột nước cao phát nhiều điện, và thực hiện cấp nước cho tỉnh Bình Thuận .
Công trình được xây dựng bằng nguồn vốn vay ODA của Chính phủ Nhật Bản. Công ty thủy điện Đại Ninh có trụ sở tại xã Ninh Gia, Đức Trọng, đảm trách quản lý công trình .
Tên thủy điện đặt theo tên thôn Đại Ninh thuộc xã Ninh Gia, nơi có cầu Đại Ninh trên quốc lộ 20 bắc qua sông Đa Nhim.

## Xây dựng
Thủy điện Đại Ninh thuộc hệ thống bậc thang thủy điện của sông Đồng Nai. Đây là dự án thủy điện có cột nước cao, với cột nước thiết kế là 627 m (lớn nhất là 670 m và nhỏ nhất 603 m).
Hồ chứa được hình thành bởi 2 đập chính Đa Nhim và Đa Queyon, 4 đập phụ, 1 đập tràn vận hành, 1 đập tràn sự cố và 1 kênh nối thông giữa 2 hồ chứa Đa Nhim và hồ chứa Đa Queyon. Tổng dung tích hồ chứa là 319,77 triệu m³. Nước từ hồ chứa được dẫn qua đường hầm áp lực dài 11,2 km xuyên qua lòng núi và một đường ống áp lực bằng thép dài 1,818 km tới nhà máy phát điện .
Lưu lượng nước thiết kế qua nhà máy là 55,4 m³/s cấp cho hai tổ máy phát điện với tổng công suất lắp đặt là 300 MW, mỗi tổ máy là 150 MW .
Cho đến cuối năm 2016 thì đường hầm Thủy điện Đại Ninh dài 11,2 km là "Đường hầm dẫn nước thủy điện dài nhất Việt Nam". Từ cuối 2016 đường hầm Thủy điện Thượng Kon Tum dài 20 km chiếm giữ kỷ lục Việt Nam này.

## Công trình liên quan
Nước xả từ nhà máy ra suối Matin được cấp tiếp cho Thủy điện Bắc Bình, đặt tại địa phận 2 xã Phan Sơn và Phan Lâm, huyện Bắc Bình, tỉnh Bình Thuận, Việt Nam . Từ đó nước chảy ra sông Ta Mai (sông Ða Ka Chu) tới sông Lũy .